# Dysauxes punctata
Dysauxes punctata é uma espécie de insetos lepidópteros, mais especificamente de traças, pertencente à família Erebidae.
A autoridade científica da espécie é Johan Christian Fabricius, tendo sido descrita no ano de 1781.
Trata-se de uma espécie presente no território português.
Também pode ser encontrada em França, Espanha, Suíça, Áustria, Itália, Croácia, Bósnia e Herzegovina, República da Macedónia, Grécia, Turquia, Roménia, Ucrânia, Rússia e Norte de África.
Possui uma envergadura de asas de 20–22 mm. Os adultos ocorrem de Maio a maio de Setembro em duas gerações por ano.
As larvas são polífagas em plantas rasteiras, incluindo espécies dos géneros Taraxacum, Senecio, Plantago e Lactuca.